# Alain de Renty
Alain (ou Allard), sire de Renty, est un chevalier français du XIIIe siècle, originaire de l'Artois, connu pour avoir participé à la Croisade des Albigeois et y avoir tué de sa main le roi Pierre II d'Aragon, à la bataille de Muret (1213).

## Biographie
Alain II de Renty est né en 1192 ; il est le fils de Arnoult II, seigneur de Renty, et de Blanche de Berghes (actuellement Bergues). Il est cité en 1212, 1213, 1214, 1219, 1224 et 1225. Il commandait l’arrière-garde de Simon de Montfort le 13 septembre 1213 lors de la bataille de Muret qui scella la défaite de Pierre d’Aragon et des Albigeois. Il acquit une grande renommée en tuant lui-même, avec son compagnon Florent de Ville, Pierre II, roi d’Aragon. D'autres sources cependant attribuent la mort du roi d'Aragon à un autre chevalier, Alain de Roucy, toujours en compagnie de Florent de Ville. Il est fait sire de Saint-Omerglise.
Il épouse Nicole de Neulle, dont il a au moins un fils, Arnould III de Renty – d'où très nombreuse postérité jusqu'à nos jours –, et une fille, Marguerite. Il meurt en 1230.

## Sources médiévales
- Chronique de Flandres, écrite au XIVe siècle en patois rouchy (langue de Valenciennes), troisième partie, publiée dans Jean-Alexandre-C. Buchon, Choix de chroniques et mémoires sur l'histoire de France, Paris, Bureau du panthéon littéraire, 1861, p. 663-664 [lire en ligne]